# Thomas Holland, II conde de Kent
Thomas Holland, II conde de Kent, III barón Holland KG (1350/1354 – 25 de abril de 1397) fue un noble inglés y consejero de su medio hermano, Ricardo II de Inglaterra.

## Familia y primeros años
Thomas Holland nació en Upholand, Lancashire, en 1350 o 1354 (las fuentes difieren en su año de nacimiento). Era el primogénito de Thomas Holland, Conde de Kent, y Juana de Kent. Su madre era hija de Edmundo de Woodstock, conde de Kent, y Margaret Wake. Edmundo era, a su vez, hijo de Eduardo I de Inglaterra y de su segunda esposa Margarita de Francia, y por tanto medio hermano de Eduardo II de Inglaterra.
Su padre murió en 1360, y más tarde ese año, el 28 de diciembre, Thomas se convirtió en barón Holand.  Su madre era aún condesa de Kent por derecho propio, y en 1361 se casó con Eduardo, el Príncipe Negro, hijo de Eduardo III.

## Carrera militar
A los dieciséis años, en 1366, Holland fue nombrado capitán de las fuerzas inglesas en Aquitania. Durante la siguiente década, luchó varias campañas, incluyendo la Batalla de Nájera, bajo las orden de su padrastro, el Príncipe Negro. Fue nombrado Caballero de la Jarretera en 1375.
Ricardo II se convirtió en rey en 1377, y pronto Holland adquirió influencia sobre su medio-hermano, que utilizó para su enriquecimiento propio. En 1381, fue nombrado conde de Kent.

## Años posteriores y muerte
Con anterioridad a su muerte, Holland fue nombrado gobernador de Carisbrooke Castle.
Holland murió en Arundel Castleo, Sussex, Inglaterra el 25 de abril de 1397.

## Matrimonio e hijos
El 10 de abril de 1364 Holland se casó con Alice FitzAlan, hija de Richard FitzAlan, conde de Arundel y su mujer Leonor de Lancaster. Alice fue nombrada dama de la Jarretera. Tuvieron tres hijos y seis hijas. Todos los hijos murieron sin descendencia legítima:

### Hijos
1. Thomas Holland, conde de Kent, duque de Surrey (1374– 7 de enero de 1400), primogénito y heredero, creado duque Surrey. Sin descendencia.
2. Edmund Holland, conde de Kent (6 de enero de 1384 – 15 de septiembre de 1408), heredero de su hermano. Sin descendencia legítima, aunque tuvo un hijo ilegítimo con su amante Constance de York.
3. John Holland, muerto sin descendencia.

### Hijas
A través de sus hijas, Thomas Holland fue antepasado de muchas de las figuras prominentes en las Guerras de las Rosas, incluyendo a Richard Plantagenet, duque de York (padre Eduardo IV y Ricardo III), Henry Tudor (posteriormente Henry VII), y Warwick el Hacedor de Reyes, padre de la reina consorte Anne Neville. Fue también antepasado de la reina consorte Catherine Parr, sexta y última mujer de Henry VIII. Sus hijas fueron:
1. Eleanor I Holland (1373 – octubre 1405), (alias Alianore, con el mismo nombre que su hermana menor) casada dos veces:
  1. En primer lugar con Roger Mortimer, conde de la Marca (1374–1398), heredero presuntivo de Ricardo II (1377–1399). Su única hija y heredera fue Anne Mortimer. Tras la deposición de Ricardo en 1399 por su primo Henry Bolingbroke, (que gobernó como Enrique IV (1399–1413)), el derecho de los Mortimer fue obviado. Sin embargo, este fue esgrimido por el hijo de Anne, Richard, duque de York (1411–1460), siendo el origen a la Guerras de las Rosas.
  2. En segundas nupcias se casó con Edward Charleton, Barón Cherleton
2. Joan Holland (c. 1380 –12 de abril de 1434), casada con Edmundo de Langley, Duque de York
3. Margaret Holland (1385 – 31 de diciembre de 1439), casada primero con John Beaufort, Conde de Somerset, y luego con TThomas de Lancaster, duque de Clarence
4. Elizabeth Hollnda, que casó con John Neville (c.1387 – antes del 20 de mayo de 1420), primogénito y heredero de Ralph Neville, conde de Westmorland, con el que tuvo tres hijos, Ralph Neville, II Conde de Westmorland, John Neville, Barón Neville, y Sir Thomas Neville, y una hija, Margaret Neville.[5]
5. Eleanor II Holland (1386 – después de 1413), (que llevaba el mismo nombre que su hermana mayor, alias Alianore), casada con Thomas Montacute, 4.º Conde de Salisbury
6. Bridget Holland, que se hizo monja.